# Ethnopluralismus
Mit dem Begriff Ethnopluralismus wird ein Weltbild der Neuen Rechten bezeichnet, deren Vertreter eine kulturelle Homogenität von Staaten und Gesellschaften nach „Ethnien“ anstreben. Zu den Schlüsselkomponenten der Doktrin gehören ein angenommenes „Recht auf Differenz“ (französisch: droit à la différence) und die Bewahrung einer idealisierten „Völkervielfalt“. Befürworter des Ethnopluralismus lehnen eine Durchmischung verschiedener Völker ab, weil sie darin eine Bedrohung sehen. Nach dem Weltbild von Ethnopluralisten sollen Gesellschaften innerhalb von Staatsgrenzen homogen sein. Auf internationaler Ebene sollen die verschiedenen Ethnien möglichst voneinander ferngehalten werden und abgegrenzt in ihren „angestammten Territorien“ leben. Das Gesellschaftsbild ist somit antiliberal, kollektivistisch und antiindividualistisch.
Mitglieder einer Ethnie teilen nach Auffassung von Ethnopluralisten eine gemeinsame kollektive Identität, die vor allem aus ihrer Geschichte herrührt. Fremde bzw. ausländische Einflüsse werden mitunter als Gefährdung der „eigenen Identität“ der Gesellschaft wahrgenommen.

## Doktrin
Nach Ansicht der Sozialwissenschaftler Kurt Lenk und Stefan Borrmann verbergen sich hinter der beschworenen „kulturellen Identität“ der unterschiedlichen Völker sozialdarwinistische Sichtweisen und ein ausgeprägter, allerdings „modernisierter“ Rassismus, bei dem lediglich der Begriff „Rasse“ bewusst vermieden wird. Das Wort „Rasse“ werde, da heutzutage meist negativ konnotiert, häufig durch „Kultur“, „Ethnie“, „Volk“, „Nation“ oder andere Begriffe ersetzt. Diese Argumentationen werden auch als „Rassismus ohne Rassen“ bezeichnet, der den Begriff „Rasse“ aufgibt, ohne dass die ihm innewohnende Abwertung und Ausgrenzung des Anderen an Schärfe verliert.
Im Unterschied zum „klassischen“ Rassismus postuliert die Doktrin des Ethnopluralismus nicht zwingend die Höherwertigkeit eines Volkes; dennoch erheben die meisten Vertreter die Forderung nach einer Vorherrschaft der europäischen Völker, des „Abendlandes“ bzw. West- oder Mitteleuropas in der Welt. Im Wesentlichen soll jedem „Volk“ das gleiche Recht und der gleiche Anspruch auf seine nationale und kulturelle Identität zugestanden werden, dies allerdings ausschließlich „an seinem Platz“. Von der nationalsozialistischen Vorstellung eines bestimmten „Herrenvolks“, das anderen überlegen ist, wird bewusst Abstand genommen. Rasmus Fleischer beschreibt den Ethnopluralismus als „Multikulturalismus von Rechts“ und „anti-imperialistische und inter-nationalistische“ Doktrin eines „Multifaschismus“, welche behauptet, dass „jedes Volk“ ein Recht auf Selbstbestimmung und ein „Recht auf Identität“ habe.
Da die Migration als Bedrohung der Kultur betrachtet wird, beziehen sich die Vertreter ethnopluralistischer Konzepte einzig auf ihre Nachteile. Auch in der globalisierten Welt sei eine Trennung der Völker vorzuziehen.
Dies kann verstanden werden als eine intellektuelle Überhöhung der erstmals von der NPD im Bundestagswahlkampf 1980 („Ausländerstopp – Deutschland den Deutschen“) und später von Franz Schönhubers Partei Die Republikaner in den frühen 1980er Jahren verwendeten Schlagworte („Deutschland den Deutschen, die Türkei den Türken“). Letztlich gilt Ethnopluralismus als ein im Weltmaßstab umgesetzter Ethnozentrismus, der ein weltweites System der Apartheid herbeiführen möchte und jede Durchmengung als Bedrohung der eigenen Gruppe versteht.

## Geschichte
Historische Wurzeln können bereits bei Carl Schmitt gesehen werden, der von einem Pluriversum gleichberechtigter, in sich (relativ) homogener Völker ausging. In den Betrachtungen zur „geistesgeschichtlichen Lage des heutigen Parlamentarismus“ hatte Schmitt 1923 argumentiert, zur Demokratie gehöre innere Homogenität und gegebenenfalls die Ausschaltung des Heterogenen.
Begriff und Konzept des Ethnopluralismus gehen im Wesentlichen auf Henning Eichberg zurück, der als einer der führenden Köpfe der Neuen Rechten beides in den 1970er Jahren als sogenannte „nationalrevolutionäre Befreiungsphilosophie“ entwickelte.

„Daran angelehnt entwarf Eichberg das Konzept des Ethnopluralismus, nach dem jedes Volk eine unabänderliche, quasi naturhafte Identität habe. Diese Identität könne jedoch nur in der angestammten Heimat, der Region entfaltet werden. MigrantInnen z.B. würden […] einerseits selbst entfremdet werden und andererseits führe ihre Anwesenheit in der ‚fremden Region‘ zwangsläufig zu Konflikten mit der dortigen ‚verwurzelten Bevölkerung‘. Das daraus abgeleitete Regionalismuskonzept nimmt Abschied von einem traditionellen Nationalismus, der immer noch auf ein Deutsches Reich orientiert ist, und entwirft ein neues und gleichzeitig altes Europakonzept. Ettore Vernier zog die historischen Parallelen unter dem Titel ‚Freiwillige für Europa. Waffen-SS und europäischer Nationalismus‘.“

Einer der bekanntesten Vordenker des Ethnopluralismus ist der Rechtsintellektuelle Alain de Benoist, der wichtigste Denker der französischen Nouvelle Droite, in dessen Theoriezirkel GRECE das Konzept des ethno-différencialisme maßgeblich geprägt wurde. De Benoist begründete den Ethnopluralismus damit, dass „jedes Volk, jede Kultur ihre eigenen Normen“ habe, dass „jede Kultur eine sich selbst genügende Struktur“ bildet und dass jedes Individuum primär durch seine „kulturelle“ und „völkische“ Zugehörigkeit bestimmt sei. Menschenrechte versteht de Benoist als Ausdruck westlichen Denkens ohne universelle Gültigkeit. In Deutschland wird der Ethnopluralismus z. B. von Pierre Krebs vom rechtsextremen „Thule-Seminar“ vertreten. Nach dem Bundestagswahlkampf der NPD von 1980 bildete 1982 das sogenannte Heidelberger Manifest den nächsten Meilenstein in der öffentlichen Wahrnehmung des Konzeptes des Ethnopluralismus. Bei diesem medienwirksamen Aufruf handelte es sich um einen Appell deutscher Universitätsprofessoren gegen „Überfremdung“. In der Ausgabe vom Juli/August 1989 der rechtsgerichteten Wochenzeitung Junge Freiheit wurde eine eigene Rubrik „Ethnopluralismus“ eingeführt, die bis zur Ausgabe vom Dezember 1991 Bestand hatte und ab 1992 in „Nationalitätenfragen“ umbenannt wurde.
Zur wissenschaftlichen Fundierung wurden die Arbeiten einiger Verhaltensforscher aus der Nachkriegszeit wie etwa Irenäus Eibl-Eibesfeldt herangezogen, der auch selbst an der Politisierung seiner Ideen arbeitet. Die Scheu vor „Fremden“ beziehungsweise Fremdenfurcht ist nach Eibl-Eibesfeldt demnach stammesgeschichtlich vorprogrammiert, aber auch durch Erziehung beeinflussbar:

„Offensichtlich bildet die Xenophobie einen wichtigen Bestandteil des menschlichen Verhaltensrepertoires. Sie liegt als stammesgeschichtliche Anpassung vor, kann aber durch Erziehung stark moduliert werden. […] Mütter nützen diese Furcht gelegentlich, um unfolgsame Kinder mit der Möglichkeit zu schrecken, ein Fremder würde sie mitnehmen. Das bekräftigt unter anderem die Fremdenfurcht. Sie entwickelt sich jedoch zunächst einmal unabhängig von erzieherischer Einwirkung aufgrund eines vorgegebenen Programms.“

Vertreter des Ethnopluralismus berufen sich neben der kulturellen Argumentation unter anderem auch auf genetische Unterschiede zwischen den Völkern, was von der Soziologie zumeist als biologistisch angesehen und zurückgewiesen wird.

## Rezeption
Das Konzept des Ethnopluralismus ermöglicht neben der Legitimationsfunktion für die Trennung von „Rassen“, deren Existenz dann vorausgesetzt wird, aber auch von „Völkern“ und „Kulturen“ einen weiteren entscheidenden Schritt der rechtsextremen Theoriebildung: Wenn es tatsächlich unterschiedliche gleichwertige Kulturen im Sinne dieses Theorems geben sollte, dann wären auch die zugehörigen Moral- und Rechtsvorstellungen gesondert zu betrachten. Die Menschenrechte wären nicht länger allgemein gültig, sondern ein von einer Minderheit entwickeltes Konstrukt, das anderen aufgezwungen wird.
Kritiker des Theorems sagen, dass die Definition eines Volkes schwerfällt. So könne nicht von einer Identität eines Volkes gesprochen werden. Auch weisen Kritiker des Ethnopluralismus, wie insbesondere auch die Vertreter der Kulturwissenschaft, darauf hin, dass sich Kulturen in der Vergangenheit unter anderem durch den Austausch mit anderen Kulturen weiterentwickelten. So habe sich zum Beispiel die griechische Philosophie in den Küstenregionen am schnellsten entwickelt, da dort der Austausch mit anderen Kulturen am stärksten gewesen sei.
Das Konzept des Ethnopluralismus wird immer wieder mit der ehemaligen Apartheidspolitik in Südafrika mit ihren Homelands oder der historischen Rassentrennung in den Südstaaten der USA (separate but equal) in Zusammenhang gebracht. So schrieb Gero Fischer 1998: „Ethnopluralismus führt konsequent gedacht zur Apartheid als neuer Weltordnung“. Michael Minkenberg schrieb: „der Ethnopluralismus ist nur scheinbar pluralistisch und liberal. Global fordert er eine Segregation der Ethnien nach geographischen Gesichtspunkten, eine weltweite Apartheid“.
Laut dem hessischen Verfassungsschutzbericht berief sich die NPD in einem 2002 veröffentlichten Positionspapier auf den Ethnopluralismus.
Auf der Webseite der Bundeszentrale für politische Bildung steht im Jahr 2019 zum Thema Ethnopluralismus: „Das Grundsatzprogramm der NPD enthält deutliche ethnopluralistische Elemente.“ und an anderer Stelle: „In einem Schulungsheft der NPD heißt es zum Beispiel: ‚Nur ethnisch-geschlossene Gesellschaftskörper mit geringem Ausländeranteil sind solidar- und belastungsfähig. Nur sie können positive Gemeinschaftskräfte zur Krisenbewältigung entwickeln.‘ Hier verschleiert die NPD offenkundig ihr biologistisches Volksverständnis im Jargon der Ethnopluralisten.“
Laut dem Geschäftsführer des Deutschen Kulturrats, Olaf Zimmermann, vertritt „die Identitäre Bewegung … den Ethnopluralismus offensiv“. Der neurechte Publizist Martin Lichtmesz behauptete 2020 in der bei einem rechtsextremen Verlag erschienenen Publikation Ethnopluralismus: Kritik und Verteidigung, der liberale Universalismus sei der Feind des Partikularen, der Ethnien, des Ethnopluralismus und der Nationen, der mit allen Mitteln, auch freiheitsfeindlichen, durchgesetzt werden sollte.

## Einzelbelege
1. ↑  Kurt Lenk: Rechtsextreme „Argumentationsmuster“ (Memento vom 24. Juli 2008 im Internet Archive). extremismus.com.
2. ↑  Stefan Borrmann: Soziale Arbeit mit rechten Jugendcliquen. VS Verlag, 2005, S. 43.
3. ↑  Vgl. u. a. bei Angelika Magiros: Kritik der Identität. ‚Bio-Macht‘ und ‚Dialektik der Aufklärung‘ – Werkzeuge gegen Fremdenabwehr und (Neo-)Rassismus. Münster 2004, insbes. S. 166 ff. Weitere Autoren: Barker, Caglar, Taguieff, Balibar, Bielefeld, Jaschke, Terkessidis, Prehn s. u. „Literatur“.
4. ↑  Liane Bednarz: Radikal bürgerlich – Der lange Arm der Neuen Rechten. Kursbuch 186, Murmann Verlag, 2016, S. 146.
5. ↑  Rasmus Fleischer: Two fascisms in contemporary Europe? – Understanding the ideological split of the Radical Right. In: Mats Deland, Michael Minkenberg, Christin Mays (Hrsg.): In the Tracks of Breivik: Far Right Networks in Northern and Eastern Europe. LIT-Verlag, 2014, S. 58.
6. ↑   Begriff des Rechtsextremismus Artikel des DÖW 30. April 2001, online abgerufen am 12. August 2018.
7. 1 2  Gero Fischer: Ethnopluralismus, Multikulturalismus und interkulturelle Erziehung. In: Helmut Reinalter, Franko Petri, Rüdiger Kaufmann: Das Weltbild des Rechtsextremismus: die Strukturen der Entsolidarisierung. Studien Verlag, 1998, S. 243.
8. 1 2  Michael Minkenberg: Die neue radikale Rechte im Vergleich: USA, Frankreich, Deutschland. Westdeutscher Verlag, Opladen u. a. 1998, S. 364.
9. ↑  Carl Schmitt: Der Begriff des Politischen. In: Archiv für Sozialwissenschaften und Sozialpolitik. 58 (1927), S. 1–33.
10. ↑  Carl Schmitt: Die geistesgeschichtliche Lage des heutigen Parlamentarismus. Berlin 1985 (Nachdruck), S. 12ff.
11. ↑  Richard Stöss: Rechtsextreme Parteien in Westeuropa. In: Oskar Niedermayer, Richard Stöss, Melanie Haas: Die Parteiensysteme Westeuropas. VS-Verlag, 2006, ISBN 3-531-14111-2, S. 525.
12. ↑  Zitat: Deutsch-Europäische Studiengesellschaft: Dem Europagedanken der Waffen-SS verpflichtet.
13. ↑  Eckhard Jesse, Hans-Peter Niedermeier: Politischer Extremismus und Parteien. Duncker & Humblot, Berlin 2007, S. 23.
14. ↑  Christoph Schütte: Intellektuellendämmerung und Völkererwachen. Die Rezeption der Nouvelle Droite in Deutschland. In: Vorgänge 31 (1992), S. 51–60.
15. ↑  Kritik der Menschenrechte. Verlag Junge Freiheit, Berlin 2004.
16. ↑  Wilfried Schubarth, Richard Stöss: Rechtsextremismus in der Bundesrepublik Deutschland. Eine Bilanz. Leske & Budrich, 2001, S. 118.
17. ↑  Brigitte Kossek: Gegen-Rassismen. Konstruktionen, Interaktionen, Interventionen. Argument Verlag, 1999, S. 62.
18. ↑  Klaus Kornexl: Das Weltbild der Intellektuellen Rechten in der Bundesrepublik Deutschland. Dargestellt am Beispiel der Wochenzeitschrift Junge Freiheit. Kapitel 2.5.: Ethnopluralismus – «ein ideologisches Gespenst». Herbert Utz Verlag, 2008, S. 175.
19. ↑  Irenäus Eibl-Eibesfeldt: Die Biologie des menschlichen Verhaltens – Grundriß der Humanethologie. Piper, München 1984, S. 223, 476.
20. ↑  Margret Feit: Die „Neue Rechte“ in der Bundesrepublik. Organisation, Ideologie, Strategie. Campus, Frankfurt am Main 1987, S. 106.
21. ↑  Dieter Staas: Migration und Fremdenfeindlichkeit als politisches Problem. Lit, Münster 1994, ISBN 3-8258-2330-X, S. 100.
22. ↑  Jens Urbat: Rechtspopulisten an der Macht: Silvio Berlusconis Forza Italia im neuen italienischen Parteiensystem. LIT Verlag, 2007, S. 39, Abschnitt Ethnopluralismus.
23. ↑  Wolfgang Gessenharter, Thomas Pfeiffer: Die neue Rechte: eine Gefahr für die Demokratie? VS Verlag, 2004, S. 40 f., Abschnitt 4.3. Ethnopluralismus statt universale Menschenrechte.
24. ↑  Verfassungsschutzbericht 2002 von Hessen, S. 56. Dort Bezug auf: NPD-Parteivorstand (Hrsg.): Strategische Leitlinien zur politischen Arbeit der NPD (= Profil – Nationaldemokratische Schriftenreihe, Folge 12). Berlin 2002, S. 17.
25. ↑  Glossar. Ethnopluralismus. Bundeszentrale für politische Bildung.
26. ↑  Transkript zum Ethnopluralismus. Bundeszentrale für politische Bildung, 11. Juli 2016.
27. ↑  Was bedeutet Ethnopluralismus? Belltower.News.
28. ↑  Olaf Zimmermann: Alte und Neue Rechte – Was unterscheidet die Neue Rechte vom Rechtspopulismus? Deutscher Kulturrat, 28. Februar 2018.
29. ↑   Marc Stegherr: Der Aufstand der Populisten. Springer, 2022, S. 44.